# Cénevières
Cénevières település Franciaországban, Lot megyében. Lakosainak száma 179 fő (2022. január 1.). Cénevières Calvignac, Crégols, Limogne-en-Quercy, Lugagnac, Saint-Martin-Labouval és Tour-de-Faure községekkel határos.

## Népesség
A település népességének változása:
| Lakosok száma | 244  | 178  | 164  | 173  | 164  | 165  | 172  | 170  | 167  | 179  |
|               | 1968 | 1982 | 1990 | 2006 | 2013 | 2015 | 2017 | 2019 | 2020 | 2022 |